# Hillemacher (Paul i Lucien)

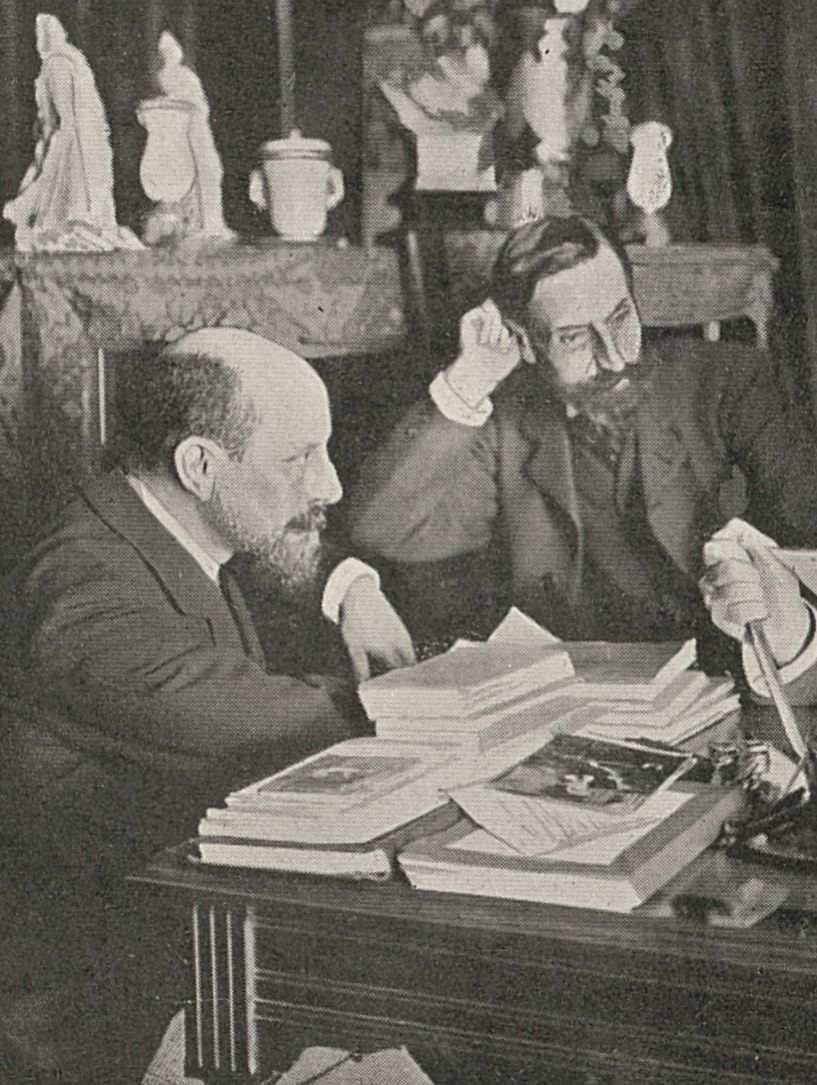
Els germans Hillemacher

Hillemacher (Paul i Lucien) foren dos compositors francesos, fills del pintor Eugène Ernest Hillemacher. Paul Joseph Guillaume Hillemacher (París, 29 de novembre de 1852-1933) i Lucien Joseph Edouard Hillemacher (10 de juny de 1860 - 2 de juny de 1909).
Els dos estudiaren en el Conservatori de París, aconseguint Paul el Prix de Rome el 1876 i Lucien el 1880. Des del primer moment els dos germans treballaren en comú, signant les seves obres amb el nom de P.L.Hillemacher. El 1882 estrenaren la seva primera obra, la llegenda simfònica Loreley, que fou premiada pel Municipi de Paris i executada per l'orquestra de Lamoreux.
Després estrenaren les òperes:
- Saint Megrin, (Brussel·les, 1886);
- Une aventure d'Arlequin, (Brussel·les, 1888);
- Héro et Léandre, escena dramàtica (París, 1883);
- One for Two, pantomima (Londres, 1894);
- Le régiment qui passe, (París, 1894);
- Le drac, (Karlsruhe, 1896);
- Der Flutgeist, (Karlsruhe, 1896);
- Orsola, (París, 1902);
- Circé, (París, 1907);
- La cinquantaine i Les solitudes, obres simfòniques;
- Les pécheurs de l'Adriatique, per a cor d'homes i orquestra;
- nombroses melodies vocals i peces per a piano.

Després de la mort de Lucien, Paul semblà haver-se retirat de la seva carrera musical i només al cap de quinze anys de silenci estrenà l'òpera Fra Angelico, que fou molt ben rebuda pel públic i critica. Els dos germans escriviren també la biografia de Charles Gounod (París, 1906).